# JAYWALK BALLAD BEST
『JAYWALK BALLAD BEST』（ジェイ・ウォーク・バラード・ベスト）は、JAYWALK11枚目のベスト・アルバム。 2008年11月5日に、BOURBON RECORDSから発売された。

## 概要
1981年デビュー以降から最近作までの既発楽曲よりメンバーが選曲した29曲に加え、新録音となるセルフ・カバー2曲を収録した2枚組｡

## 収録曲
DISC.1
1. 何も言えなくて…夏（シングル・ヴァージョン）
2. 君にいて欲しい
3. 遠すぎる日々
4. SHE SAID...
5. どんなに時が流れたあとも
6. 言えなかった言葉を君に
7. 悲しいくらい脆くて長い橋
8. 失くしてしまった手紙のように…
9. 見つめていたい
10. 君だけのパラダイス
11. 200X年…公園
12. 星が流れる夜
13. 誰よりも優しくて
14. 真昼の夢の恋人たち
15. STARGAZER
16. RELAX（アコースティック・ヴァージョン：新録音）（BONUS TRACK）

DISC.2
1. JUST BECAUSE
2. MORNING GLOW/朝焼けの中で
3. YOU'RE MY FRIEND
4. SENTIMENTAL ROAD
5. 青いステイションワゴン
6. FOR WEEKEND LOVERS
7. あの季節はもう帰らない～THIS SONG IS DEDICATED TO RIE BY J-WALK～
8. 許されざる愛
9. それはジェラシー
10. ラストシーン
11. ONCE IN YOUR LIFE
12. 「俺…」
13. 思い出に手を振って
14. 悲しみは涙にとけて
15. 何も言えなくて（アコースティック・ヴァージョン：新録音）（BONUS TRACK）